# (2405) Welch
(2405) Welch es un asteroide perteneciente al cinturón exterior de asteroides descubierto por el equipo del Indiana Asteroid Program desde el Observatorio Goethe Link de Brooklyn, Estados Unidos, el 18 de octubre de 1963.

## Designación y nombre
Welch fue designado al principio como 1963 UF.
Posteriormente, en 1984, se nombró en honor de David F. Welch.

## Características orbitales
Welch orbita a una distancia media del Sol de 3,204 ua, pudiendo alejarse hasta 3,632 ua y acercarse hasta 2,776 ua. Tiene una excentricidad de 0,1336 y una inclinación orbital de 2,248 grados. Emplea 2095 días en completar una órbita alrededor del Sol.

## Características físicas
La magnitud absoluta de Welch es 12,09. Tiene un diámetro de 25,43 km y se estima su albedo en 0,0399. Está asignado al tipo espectral BCU: de la clasificación Tholen.